# تلفزيون والت ديزني
تلفزيون والت ديزني هي شركة ترفيه أمريكية تشرف على المحتوى التلفزيوني والأصول التي تملكها وتديرها شركة والت ديزني، كانت تُسمى سابقًا مجموعة ديزني– أي بي سي التلفزيونية  (بالإنجليزية: Disney-ABC Television Group)‏ و ABC Group قبل ذلك، و Capital Cities / ABC في البداية، حتى استحواذ ديزني على تونتي فرست سينتشوري فوكس في 20 مارس 2019، الأصول في المجموعة تشمل شبكات التلفزيون: أيه بي سي، إيه بي سي نيوز، قنوات تلفزيون ديزني، استوديوهات تلفزيون ديزني، استوديوهات أي بي سي وهولو

## التاريخ
في عام 1996، حصلت شركة ديزني على شركة كابيتال سيتيز / أي بي سي. حيث انضمت إلى مجموعة أي بي سي تليفيجن نيتورك غروب وسي سي / أي بي سي برودكاستينغ غروب (شبكة راديو أي بي سي و 8 محطات تلفزيونية و 21 محطة إذاعية) وأي بي سي كابل وإنترناشونال برودكاست غروب وسي سي / أي بي سي بوبليشينغ غروب وسيسي / مجموعة الوسائط المتعددة أبأي بي سيك. وضمت مجموعة الكابلات والبث الدولي أسهم ملكية في شركة إسبن، المحدودة (80٪) A+E تيلفجن نيتوركس (37.5٪)، لايف تايم تيلفجن (50٪)، واستثماراتها الدولية. وشملت هذه الاستثمارات تيلي مونشن (50٪، ألمانيا، وشملت 20٪ من ار تي ال 2)، هامستر للإنتاج. (33 في المائة، فرنسا) ونظام الإذاعة الاسكندنافية (23 في المائة، لكسمبرغ). كما تمتلك إسبن حيازات دولية: يوروسبورت (33.3٪، إنجلترا)، تف سبورت (10٪، فرنسا؛ وروسبورت التابعة لها) وقناة الرياضة اليابانية (20٪). مجموعة النشر بما في ذلك منشورات فيرتشايلد، منشورات تشيلتون، العديد من الصحف من عشرات الصحف اليومية (بما في ذلك فت وورث ستار تيلغرام، كانساس سيتي ستار) والمزيد من الأسبوعية، وعشرات غيرها من المنشورات في مجالات المجلات الزراعية والأعمال والتجارة القانون بالإضافة إلى مجلة لا للمستثمر المؤسسي. وتابعت مجموعة الوسائط المتعددة الأعمال التجارية في تكنولوجيات وسائط الإعلام الجديدة والناشئة، بما في ذلك التلفزيون التفاعلي، والدفع مقابل المشاهدة، والفيديو حسب الطلب، والتلفزيون عالي الوضوح، والفيديو، والقرص البصري، والخدمات عبر الإنترنت، والترفيه القائم على الموقع.
وفي عام 1993، شكلت شركة ديك أنيماشيون سيتي وكابيتال سيتيز / أي بي سي مشروعا مشتركا يسمى ديك إنتيرتينمنت ل. ب في أبريل 1996، بسبب استمرار إعادة تعيين ديزني-سي سي / أي بي سي المدمجة وتقاعد رئيسها، تم إعادة تقسيم قسم مجموعة ودت إلى مجموعات أخرى مع والت تم نقل ديزني تيلفجن انترناتشيونال (بما في ذلك قناة ديزني الدولية وبينا فيستا التلفزيون المحلية والتلفزيون المدفوع تقسيم وغمتف وسوبر رتل المقتنيات) إلى كابيتال سيتيز /  أي بي سي. في مايو بسبب الاندماج، أي بي سي  انهت  أي بي سي للإنتاج شعبة العمليات مع الحفاظ على بوتيك شركات الإنتاج: فيكتور التلفزيون، DIC الترفيه، أي بي سي/كين للإنتاج وجرينجراس الإنتاج. العمليات الدولية من ديزني تي في انترناتشيونال وأي بي سي كابل للبث الدولي مجموعة أدمجت في حزيران / يونيه ديزني/أي بي سي التلفزيونية الدولية.
كانت ديزني ومجموعة أي بي سي ببيع شركات النشر المختلفة في عام 1997. تم بيع تشيلتون ل ريد إلزيفير ب 447 مليون $ وحصلت على 142 مليون $ من منشورات يوروموني للمستثمر المؤسسي. في نيسان / أبريل، اشترى نايت ريدر أربع صحف منها «كانساس سيتي ستار» و «فورت وورث ستار تيلغرام» مقابل 1.65 مليار دولار. وفي آب / أغسطس 1999، بيعت منشورات فيرتشايلد إلى منشورات كوندي ناست. في مارس 1998، وضعت ديزني- أبك سهم من نظام الإذاعة الاسكندنافية للبيع.
في أواخر عام 1999، تم نقل تلفزيون والت ديزني، جنبا إلى جنب مع وحدات التلفزيون الأخرى من استوديوهات والت ديزني مرة أخرى إلى مجموعة-أي بي سي التلفزيونية لدمج مع أي بي سي في وقت الذروة لتقسيم، أي بي سي الترفيهية، لتشكيل مجموعة أي بي سي  للترفيه.

في آذار / مارس 2000، شكلت شركة أي بي سي مجموعة إعلانية ديزني كيدز نيتورك (DKN) عن طريق الدمج لبيع الإعلانات الخاصة ببرنامج "TGIF" في وقت الذروة، في فقرات  ديزني ساترداي مورنينغ، ديزني's وان تو في فقرة مشتركة، ومن يريد أن يكون مليونيرا، عالم ديزني الرائع، ويني الدبدوب بريمتايم سبشالز. وقد وضعت DKN تحت نائب الرئيس أبك من المبيعات دان بارناثان وسوف تعمل أيضا على بعض الإعلانات مع راديو ديزني، Disney.com ومجلة  ديزني ادفينشرز. وأضاف دكن  قناة تون ديزني عندما بدأت القناة في قبول الإعلانات في سبتمبر 2000.
 عين رئيس مجموعة أبك روبرت ايجر رئيسا ومدير التشغيل لشركة والت ديزني في يناير 2000. في عام 2000، مع استثمار من قبل باين كابيتال وشيس كابيتال بارتنرز، هيوارد إعادة شراء ديك المشاريع.
وفي أيلول / سبتمبر 2002، عرض رئيس مجلس الإدارة / الرئيس التنفيذي لشركة ديزني مايكل إيسنر عرضا مقترحا لإعادة تنظيم أجزاء اليوم في شبكة البث الإذاعي أي بي سي  مع وحدة مماثلة في قنواتها الكابلية: قناة أي بي سي ساترداي مورنينغ مع قنوات ديزني (تون & بلاي هاوس)، و أي بي سي دايتايم مع سوابنيت وأي بي سي برايم تايم مع أي بي سي  فاميلي. في تشرين الأول / أكتوبر، تم تغيير أي بي سي  فاميلي في جميع أنحاء العالم من ديزني كو وحدة الإبلاغ مباشرة إلى أن تكون ضمن مجموعة شبكات أي بي سي للكابل  التي تديرها آن سويني.

### مجموعة ديزني–أي بي سي التلفزيونية
وفي هذا السياق يوم 12 أبريل 2004، أعلنت ديزني عن إعادة هيكلة قسم شبكات وسائل الإعلام في ديزني مع تعيين سويني رئيسا ل أبك مالك  ديزني-أي بي سي، ورئيس إسبن جورج بودنهايمر أصبح الرئيس التنفيذي للشعبة مع سويني، وكذلك رئيس أي بي سي سبورتس. وأضافت هذه الخطوة  شبكة التلفزيون أي بي سي  داخل ديزني- أي بي سي. قناة ABC1 أطلقت في البداية في المملكة المتحدة على أنها أول استخدام لعلامة أي بي سي التجارية خارج الولايات المتحدة. في حين أطلقت أي بي سي نيوز الآن هذا العام في الولايات المتحدة على قناة فرعية الرقمية من 70 شركة مملوكة لاي بي سي وشغلها والشركات التابعة لها. 
ديزني نسجت واندمجت في12 يونيو2007 أبك شبكات راديو مع سيتادل  لبث التابعة ل سيتادل الاتصالات مع الإبقاء على إسبن راديو وشبكات ومحاطات راديو ديزني و 10 عاما مزود خدمة ترخيص الأخبار ل أي بي سي نيوز راديو مع سيتادل  للشبكات.
.في فبراير 2007، أعيدت تسمية تلفزيون توشستون إلى استوديوهات أي بي سي كجزء من دفعة ديزني لإسقاط العلامات التجارية الثانوية مثل بوينا فيستا لديزني، أي بي سي، إي س بي ان، ومؤخرا، A & E نيتوركز. تم إغلاق ABC1 في المملكة المتحدة
يوم 22 يناير 2009 , ديزني-أي بي سي  قالت انها ستدمج أي بي سي  الترفيه و استوديوهات أي بي سي في وحدة جديدة تسمى مجموعة أي بي سي الترفيهية. في نيسان / أبريل، أخذت أي بي سي نيتوركس حصة ملكية فيهولو في مقابل الحصول على ترخيص التوزيع على الإنترنت و 25 مليون $ في الاعتمادات الإعلانية شبكة أي بي سي. تم إطلاق شبكة ليف ليف (لون) من خلال محطات التلفاز المملوكة لشركة أي بي سي  على القنوات الفرعية للمحطات في وقت متأخر من ذلك العام، استحوذت A + E نيتوركس على خدمات ليفيتيمي إنتيرتينمنت مع ملكية داتغ إلى 42٪. في نوفمبر، ديزني-أي بي سي  تبيع غي ام تي في  إلى أي تي في ل 37 مليون $.
في 24 مارس 2012، بعد حل تقسيم أي بي سي دايتايم، بدأت شركة أي بي سي فاميلي ورلدوايد في السيطرة التشغيلية على سوابنيت حتى توقفت هذه الشبكة ببطء لديزني جونيور. وأكدت إن بي سي يونيفرزال خطط لبيع حصتها البالغة 15.8٪ في شبكات A + E إلى ديزني (بالإضافة إلى مالكها السابق هيرست إنتيرتينمنت & سينديكاتيون الذي أصبح 50-50 شريك في المشروع المشترك).
في أغسطس 2013، أعلنت ديزني أبك أنها سوف تسرح 175 موظفا. ومن المتوقع ان تصل عمليات التسريح إلى مواقع بين العمليات الفنية بالإضافة إلى ثمانية محطات محلية تابعة للوحدة. في 28 أكتوبر، أطلقت أبك نيوز وونيفيسيون الاتصالات فيوجن، أخبار الإسباني وهجاء يظهر قناة الكابل.
.في أغسطس 2014، استحوذت شركة A + E على حصة بنسبة 10٪ في فيس ميديا مقابل 250 مليون دولار، ثم أعلنت في أبريل 2015 أن H2 سيتم إعادة تسويقها في قناة فيس مع إطلاق المبكرة في أوائل عام 2016. كما قامت ديزني بالاستثمار المباشر في فيس ميديا مع استثمارين بقيمة 200 دولار في نوفمبر 2015 ثم بعد أسبوع في ديسمبر للحصول على 10٪ مباشرة للمساعدة في تمويل البرمجة. أصبح أي بي سي الأسرة فري فورم في 12 يناير 2016
.في 21 أبريل 2016، باعت ديزني-أي بي سي حصتها في فيجن ليونيفيجن. في سبتمبر 2016، عين رئيس المجموعة بن شيروود بروس روزينبلوم، رئيس أكاديمية التلفزيون ورئيس وارنر بروس تي في المجموعة السابقة، إلى منصب تم إنشاؤه حديثا، رئيس العمليات التجارية، للحد من عدد التقارير المباشرة من 17 إلى حوالي 8. روزبلوم سيكون والإشراف على مبيعات الإعلانات جنبا إلى جنب مع رؤساء القنوات والمبيعات التابعة والتسويق والهندسة ووسائل الإعلام الرقمية والتوزيع العالمي وتكنولوجيا المعلومات والبحوث والاستراتيجية وتطوير الأعمال. وهذا يسمح شيروود للتركيز على المحتوى ووحدات التشغيل المباشرة التي لا تزال تقدم تقارير مباشرة له، وحدات شبكة أبك، وحدات قنوات الكابل (قنوات ديزني في جميع أنحاء العالم، وفريفورم)، استوديوهات أي بي سي ومحطات التلفزيون أي بي سي.

## الوحدات
أي بي سي، المحدودة. دي بي أي مجموعة ديزني -أي بي سي التلفزيونية (سابقا كابيتال سيتيز / أي بي سي المحدودة.)
- شركات الإذاعة الأمريكية، وشركة - ينظر إليها عموما كحامل حقوق الطبع والنشر ل أي بي سي المالكة لحقوق العرض
- مجموعة ديزني/أي بي سي  التلفزيونية للإعلام الرقمي
- تلفزيون والت ديزني
- ديزني أي بي سي للترفيه المنزلي والتوزيع التلفزيوني
- تلفزيون ديزني-أي بي سي المحلي - سابقا تلفزيون بوينا فيستا
- ديزني ميديا ديستريبشن - سابقا ديزني- أي بي سي التلفزيونية الدوليية وقبل ذلك، مجموعة أي بي سي للكابل وللبث الدولي
- مجموعة أي بي سي الترفيهية
- أي بي سي للترفيه
- هيئة الإذاعة الأمريكية(1943 – را=يو) (1948 – تلفزيون)
- تايم سكوير ستوديوز (قطاع)
- أي بي سي دايتايم (1960)
- أي بي سي للإنتاج الإعلامي - سابقا بوينا فيستا للإنتاج
- فاليكريست للإنتاج
- إيه بي سي نيوز 1945
- أي بي سي نيوز راديو (1968)
- أي بي سي نيوز ال ميديا
- وحدة إنتاج أي بي سي نيوز أي بي سي نيوز للإنتاج (1994—)
- ليلكون سكوير برودكشنز (2003—إلى الآن)
- أي بي سي ديجيتال
- استوديوهات أي بي سي- سابقا تلفزيون تاتشستون واستوديو أي بي سي التلفزيوني
- غرينغراس برودكشنز
- كيب كالم اند كاري اون برودكشنز
- فيكتور تيليفشن للإنتاج
- أي بي سي / كاين للإنتاج
- أي بي سي فاميلي ورلدوايد
- فريفورم
- أي بي سي فاميلي ديجيتال
- برودكو، المحدودة., شركة أي بي سي فاميلي للإنتاج
- بي في اس للترفيه، لاحقا مركز سابان للترفيه
- سابان / فوكس كيدز ليبراري.
- ديباتي-فريلينغ إنتربرايزس/ مارفل للإنتاج، المكتبة المحدودة.
- محطات أي بي سي التلفزيونية المملوكة (1948)
- لايف ويل نيتورك (2009-)
- مبيعات أي بي سي التلفزيونية الوطنية
- مبيعات أي بي سي الإقليمية للرياضة والترفيه
- قنوات ديزني في نطاق العالم
- قناة ديزني (1983)
- ديزني إكس دي
- ديزني سينماجيك
- ديزني جونيور
- بث الأقمار الصناعية ديزني المحدودة (أبريل 2009) مشغل قناة دي لايف (اليابان)[26]
- هونغاما (2006)
- راديو ديزني (1996)
- مجموعة راديو ديزني (2003-2014) باعت محطات فردية
- ديزني تيليفشن أنيماشن
- ايتس ا لاو برودكشنز
- جوينت فينتشرز
- أي اس بي ان. (80%)
- A + E نيتوركس (50٪) تشمل خدمات الترفيه مدى الحياة (انظر المادة للقنوات والوحدات الأخرى)
- أي بي سي انتربرايس
- هولو (30%; 2009-)
- بوينا فيستا الدولية للاستثمارات التلفزيونية
- ار تي ال ديزني لشراكة التلفزيونية المحدودة، 50%[27]
- سوبر ار تي ال (1995) ألمانيا
- كيفيدوو لإشتراكات الفيديو على الطلب (2015)
- توغو (2016)
- أي بي سي للكابل والبث الدولي في جميع أنحاء العالم القابضة، المحدودة.
- تيلي مونيتش التلفزيونية للمشاركة الإعلامية المحدودة، 50%
- ار تي ال تيلفجن ليمتيد بارتنرشيب، 31.5%
- ار تي ال II (ألمانيا)
- جي ام تي في (1993-2009) المملكة المتحدة، 25%

## والت ديزني للتلفزيون والاتصالات
| وحدة                           | موجه إلى         |
| ------------------------------ | ---------------- |
| KCAL-TV لوس أنجلوس             | تباع للشباب      |
| تلفزيون والت ديزني             | استوديوهات ديزني |
| ديزني تيليفشن أنيماشن          | استوديوهات ديزني |
| تاتشستون تيليفشن               | استوديوهات ديزني |
| بوينا فيستا للترفيه المنزلي    | استوديوهات ديزني |
| والت ديزني التلفزيونية الدولية | CC/ABC           |
| قناة ديزني الدولية             | CC/ABC           |
| بوينا فيستا تيليفشن            | CC/ABC           |
| جى ام تي في                    | CC/ABC           |
| سوبر ار تي ال                  | CC/ABC           |
| ديزني التفاعلية                |                  |
| ديزني تيليفنشرز، المحدودة.     | ديزني اكوربورايت |

والت ديزني للتلفزيون والاتصالات(WDTT) هي فرع من شركة والت ديزني. في الوقت الذي اندمجت ديزني ورأس المال المدن / أبك، كانت أقسام ودت قناة ديزني، كسال-تي في لوس انجليس، والتلفزيون والتلفزيون ديزني، تلفزيون تاتشستون وبوينا فيستا هوم فيديو الدولية، وديزني انتراكتيف  

### قصة WDTT
في 24 أغسطس 1994 مع استقالة جيفري كاتزنبرغ تم إعادة تنظيم شركة ديزني حيث أصبح ريتشارد فرانك رئيس ديزني للتلفزيون والاتصالات الجديد الذي تم تقسيمه، والذي تم تقسيمه من أعماله الترفيهية، استوديوهات والت ديزني للترفيه. تم نقل والت ديزني برامج الكمبيوتر داخل ودت في 5 ديسمبر 1994 كما ديزني انتر اكتيف ة. في نهاية عقده في 30 أبريل  1995، غادر فرانك ديزني. تم تعيين دينيس هايتور، وهو مدير تنفيذي للتسويق بحلول 9 أبريل ليخلف فرانك.
في نيسان / أبريل 1996 بسبب استمرار إعادة تعيين ديزني-سي سي / أي بي سي للاندماج والتقاعد من رئيسها هايتور، تم إعادة تقسيم قسم ودت إلى مجموعات أخرى مع معظم تم نقلها إلى استوديوهات والت ديزني أو سي سي / أبي بي سي. . تم بيع ككال إلى إذاعة يونغ   في مايو 1996 بسبب ملكية سي سي / أي بي سي من كابك-تي في.كي أي بي سي.